# (7063) Johnmichell
(7063) Johnmichell es un asteroide perteneciente al cinturón de asteroides, descubierto el 18 de octubre de 1991 por Seiji Ueda y el astrónomo Hiroshi Kaneda desde el Kushiro Marsh Observatory, Hokkaido, Japón.

## Designación y nombre
Designado provisionalmente como 1991 UK. Fue nombrado en honor a John Michell (1724-1793) quien fue un miembro inglés de la Royal Society que estudió geología, magnetismo y gravedad. Aplicó la estadística a la astronomía y demostró que la gravedad podría explicar las estrellas dobles y los cúmulos de estrellas. También fue el primero en sugerir que podría haber agujeros negros.

## Características orbitales
Johnmichell está situado a una distancia media del Sol de 2,402 ua, pudiendo alejarse hasta 2,723 ua y acercarse hasta 2,080 ua. Su excentricidad es 0,134 y la inclinación orbital 2,109 grados. Emplea 1359,37 días en completar una órbita alrededor del Sol.

## Características físicas
La magnitud absoluta de Johnmichell es 14,63. 